# Гарвардский университет
Гарвардский университет (Гарвард) (англ. Harvard University) — университет в США, старейший вуз страны. Находится в городе Кембридж, штат Массачусетс. Является богатейшим университетом в мире с капиталом более 50 000 000 000 долларов.
По состоянию на 2010 год в Гарварде работает около 2100 преподавателей и учится около 6700 студентов и 14500 последипломников. 75 лауреатов Нобелевской премии были связаны с университетом как студенты, преподаватели или сотрудники. Гарвардский университет занимает первое место в стране по числу миллиардеров среди выпускников, а его библиотека — крупнейшая академическая в США и третья по величине в стране.
Гарвард входит в группу элитных американских университетов — Лигу плюща.
Гарвард имеет самый большой эндаумент (целевой капитал) в мире, который по состоянию на 2023 год составляет 50,7 млрд долларов США.

## История
Старейший из университетов США, Гарвард был основан 8 сентября 1636 года (ещё до образования США) на территории Колонии Массачусетского залива по решению Генерального совета Массачусетса. Назван в честь английского миссионера и филантропа Джона Гарварда. Хотя он никогда официально не был связан с церковью, в колледже обучалось главным образом унитарное и конгрегационалистское духовенство. В 1643 году английская аристократка Энн Рэдклифф учредила первый фонд для поддержки научных исследований. В течение XVIII века программы Гарварда становились более светскими, и в конце XIX века колледж был признан центральным учреждением культуры среди элиты Бостона. После гражданской войны в США, президент Гарварда Чарльз Эллиот после сорока лет правления (1869—1909) преобразовал колледж и зависимые от него школы профессионального образования в централизованный исследовательский университет; Гарвард стал одним из основателей Ассоциации американских университетов в 1900 году.
Гарвардский университет поддерживает дружеское соперничество с Массачусетским технологическим институтом, которое восходит ещё к 1900 году, когда было официально согласовано слияние двух школ. Сегодня два учебных заведения сотрудничают в плане совместных конференций и программ.

### Отношения с администрацией Трампа
В декабре 2024 года президент университета Клодин Гэй принимала участие в совещаниях в Конгрессе США, затрагивающих кодекс поведения студентов Гарварда. Более 70 конгрессменов и Еврейский альянс выпускников Гарварда, недовольные ответами Гэй, стали призывать к её отставке. В сторону Гэй раздавались обвинения в том, что вуз недостаточно осудил нападение террористов ХАМАС на Израиль; ей также вменяли в вину акции в поддержку палестинцев, проводимые студентами в кампусе. Кроме того, политолога критиковали за то, что она не оформляла должным образом ссылки на источники в своих научных публикациях. Несмотря на то что более 700 преподавателей Гарварда и целый ряд спонсоров и известных выпускников университета высказались в её защиту, в январе 2025 года Гэй, занимавшая пост президента с июля 2023 года, ушла в отставку.
Вместо афроамериканки Гэй президентом университета стал Алан Гарбер, еврей по национальности, и вуз начал предпринимать какие-то действия по подавлению антисемитских выступлений, имевших место в кампусах.
В конце марта, во избежание конфронтации с властями, вуз связывался с администрацией Трампа. 3 апреля Гарвард получил официальное письмо, предписывающее вузу соблюдать требования Министерства внутренней безопасности, свернуть программы по разнообразию, равенству и инклюзивности, а также запретить ношение масок во время протестов на территории кампуса. Администрация вуза обратилась за советом к юристам и не спешила с ответом. Через неделю, 11 апреля, Гарвард получил второе письмо от администрации США, с ещё более жёсткими требованиями (позднее было заявлено, что это письмо было отправлено чиновниками по ошибке). Университет выложил это письмо в открытый доступ.
5 мая Гарберу было направлено ещё одно письмо, от имени министра образования США
Линды Макмехон. Перед университетом были поставлены требования провести широкие реформы, в том числе изменить структуру управления, поменять правила приёма студентов, провести проверку руководства и преподавателей вуза на предмет их взглядов на многообразие, усилить борьбу с антисемитизмом, а также издать запрет на ношение масок в кампусе.
Руководство университета вновь предало письмо огласке (оно не было помечено как конфиденциальное), отметив, что не может принять подобные требования — при этом красными чернилами были исправлены многочисленные грамматические и синтаксисные ошибки и стилевые погрешности в тексте. Публикация письма была отрицательно воспринята в Белом доме. Согласно The Wall Street Journal, чиновники администрации Трампа собирались отнестись к Гарварду «более снисходительно», однако после публикации письма решили оказать на вуз «ещё большее давление».
В середине апреля 2025 года администрация президента Трампа, мотивируя это борьбой с антисемитизмом, отменила федеральные гранты для Гарвардского университета на сумму 2,2 млрд долларов. Для их разморозки она потребовала от вуза разработать систему для отказа в обучении иностранцев, «враждебно настроенных к американским ценностям и институтам» и провести аудит существующих программ обучения на предмет антисемитизма и других форм разжигания ненависти. Одновременно появилась информация, что Гарвард может лишиться ещё 1 млрд долларов, выделенных правительством на исследования в области здравоохранения.
Требуя отменить замораживание финансирования, Гарвард подал судебный иск на администрацию Трампа. Президент университета Алан Гарбер назвал действия правительства незаконными и выходящими за рамки его полномочий. Гарбер признал, что «как еврей и как американец» он прекрасно понимает, что «рост антисемитизма вызывает обоснованную обеспокоенность» — однако призвал обсуждать эту проблему с вузом, а не принимать сразу карательные меры. Он подверг критике желание властей «контролировать, кого мы нанимаем и чему учим».
23 мая 2025 года министр внутренней безопасности США Кристи Ноэм объявила о запрете Гарварду принимать иностранных студентов, объяснив это, в частности, проводимой вузом политикой равенства и «отказом» обеспечить безопасную среду для еврейских студентов. В тот же день Гарвард, назвавший указ «неконституционной мерой возмездия» и считая, что правительство США нарушает Первую поправку к Конституции, подал на администрацию президента исковое заявление в федеральный суд в Бостоне. Суд постановил временно, до дальнейшего рассмотрения дела, приостановить запрет, что заморозило потерю визового статуса иностранных студентов и угрозу их немедленной депортации.
Решение администрации Трампа затрагивает около 7 тысяч иностранных студентов из 140 стран (более четверти всех студентов Гарварда). Среди тех, кто оказался в неясном правовом статусе — наследница бельгийского престола принцесса Елизавета, поступившая в Гарвард после получения степени по истории и политологии в Оксфорде. Запрет может коснуться ещё 60 вузов США, которые правительство Трампа обвиняет в «леволиберальной» идеологии.
В то же время министр образования Гонконга Кристин Чой пригласила иностранных студентов и абитуриентов Гарварда продолжить обучение в Гонконге, пообещав запустить программы поддержки и упростить процедуру приёма. Одновременно федеральный министр культуры ФРГ Вольфрам Ваймер предложил Гарварду создать в Германии «кампус в изгнании», подчеркнув, что студентам из американских университетов будут рады в его стране, которая «привержена свободе искусства и прессы, качественному образованию и открытости, дискуссиям и разнообразию».

## Структура
Университет включает в себя 13 отдельных академических подразделений — 12 школ и Институт перспективных исследований Рэдклифф — с кампусами по всему Бостону.
Включает 7 факультетов.
- Факультет искусств и наук (осн. 1890, крупнейшее университетское подразделение), в составе которого:
  - Гарвардский колледж для студентов, получающих степень бакалавра (1636)
  - Высшая школа искусств и наук (1872)
  - Школа инженерных и прикладных наук (2007) — в 2007 году в результате преобразования существующего с 1847 года соответствующего подразделения Гарварда появилась Гарвардская школа инженерных и прикладных наук[англ.].
  - Отделение непрерывного образования, в составе которого:
    - Гарвардская летняя школа (1871)
    - Школа расширенного образования (1910)
- Гарвардская медицинская школа (1782)
- Гарвардская школа стоматологии (1867)
- Гарвардский институт богословия (1816)
- Гарвардская школа права (1817)
- Гарвардская школа бизнеса (1908)
- Высшая школа дизайна (1914)
- Гарвардская высшая школа педагогических наук (1920)
- Институт общественного здравоохранения (1922)
- Гарвардский институт государственного управления им. Джона Ф. Кеннеди (1936)

В 1999 году существовавший с 1879 года престижный женский гуманитарный частный Рэдклифф-колледж был преобразован в Гарвардский Рэдклиффский институт перспективных исследований.
Филиалами университета являются музей археологии и этнологии Пибоди и Гарвардский музей естественной истории. Имеется Гарвардский художественный музей.

## Дополнительное военное образование
Студенты Гарвардского университета, являющиеся гражданами США, в период обучения в бакалавриате имеют возможность также пройти курсы подготовки офицеров резерва (ROTC). В университете действуют три обособленных учебных подразделения, готовящие офицеров, соответственно, для нужд Армии США (Army ROTC), Военно-морских сил США и Корпуса морской пехоты США (Naval ROTC), Военно-воздушных сил США (Air Force ROTC).
Гарвардский университет является одним из первых в истории США вузов, где были организованы курсы подготовки офицеров резерва; ROTC при Гарварде был организован в 1916 году. В 1971 на волне антивоенных настроений курсы подготовки офицеров резерва при Гарвардском университете были упразднены. Возвращению ROTC в Гарвард долгое время препятствовал закон Не спрашивай, не говори (англ. Don’t ask, don’t tell), поскольку он воспринимался как ущемляющий права и свободы гомосексуальных студентов университета. Однако после отмены этого закона курсы подготовки офицеров резерва стали возвращаться в Гарвард. Так, Naval ROTC вернулся в университет в 2011 году, Army ROTC — в 2012 году, Air Force ROTC — в 2016 году.

## Кампусы
85 га основного кампуса университета находится в так называемом «Гарвардском дворе» Harvard Yard в Кембридже, примерно в 5,5 км к северо-западу от центра Бостона. Бизнес-школы и спортивные объекты, в том числе Гарвардский стадион, расположены на реке Чарльз в Аллстоне, а объекты медицинского и стоматологического факультета находятся в Лонгвуде.
В Гарвардском парке находятся центральные административные здания, основные библиотеки университета, академические здания, большинство общежитий для первокурсников, а также корпуса Сивера и Юниверсити, и мемориальная церковь. Также рядом с Гарвардским парком в Кембридже находится Римско-Католическая церковь святого Павла. Девять из двенадцати жилых «домов» для студентов, начиная со второго курса, расположены к югу от Гарвардского двора и вблизи реки Чарльз. Три других находятся в жилом районе в полумиле к северо-западу от парка в так называемом четырёхугольнике (отсюда название этих трёх домов — Куад Хаус (Quad House)). Станция красной линии метро под названием «Гарвардская площадь» обеспечивает студентов общественным транспортом.
Гарвардская школа бизнеса и спортивные объекты университета, в том числе Гарвардский стадион, занимают 145 га площади в городе Оллстон. Мост им. Джона Уикса соединяет Оллстон с Лонгвудом, где находятся Гарвардская медицинская школа, школа стоматологии, Гарвардская школа общественного здравоохранения, кампусы которых занимают 8,9 га земли и находятся в 3,3 км к юго-западу от центра Бостона и 5,3 км от главного корпуса в Кембридже. Частные автобусы соединяют корпуса в Лонгвуде и университетский городок в Кембридже, следуя по Массачусетс-авеню через Массачусетский технологический институт.

### Система «домов»
Почти все студенты Гарвардского университета и колледжа с первого курса живут в общежитиях на территории кампуса, в пределах или вблизи Гарвардского двора. Студенты, которые имеют хорошие оценки или иные достижения, живут в так называемых «домах», которые являются как местом проживания, так и административным подразделением университета, помогающим студентам адаптироваться в социальной среде учебного заведения. Общежития и дома — разные структуры университета, которые не стоит путать.
Подобная система проживания была учреждена президентом Гарварда Эбботом Лоуренсом Лоуэллом в 1930-х годах для борьбы с пагубными привычками и социальной стратификацией среди студентов вне кампуса. Лоуэлл принял решение обеспечить студента жилплощадью на протяжении всего обучения в университете. В домах была столовая и так называемая «общая комната», в которой был старший студент, руководящий академическим и дисциплинарным состоянием дома.
Девять домов Ривер Хаус (River House) находятся в южной части гарвардского двора, между парком и рекой Чарльз и включают в себя:
- Адамс Хаус (Adams House) — назван в честь президента США Джона Адамса;
- Данстер Хаус (Dunster House) — в честь первого президента Гарварда Генри Данстера;
- Эллиот Хаус (Eliot House) — в честь президента Гарварда Чарльза Эллиота;
- Кёркленд Хаус (Kirkland House) — в честь президента Гарварда Джона Кёркленда;
- Леверетт Хаус (Leverett House) — в честь президента Гарварда Джона Леверетта;
- Лоуэлл Хаус (Lowell House) — в честь создателя системы домов, президента Гарварда Эббота Лоуэлла;
- Метер Хаус (Mather House) — в честь президента Гарварда Инкриса Метера;
- Куинси Хаус (Quincy House) — в честь президента Гарварда и мэра Бостона Джозайи Куинси III;
- Уинтроп Хаус (Winthrop House) — назван в честь двух носителей этой фамилии: колониста Джона Уинтропа и его праправнука Джона Уинтропа, профессора математики и естественной философии.

Три дома Куад Хаус (Quad House) располагаются в полумиле от гарвардского парка и размещены совместно с колледжем Рэдклиффа с тех пор, как они объединили свои жилые системы с Гарвардом в 1977 году:
- Кэбот Хаус (Cabot House), ранее известный как Саус Хаус (South House) — назван в честь спонсоров Томаса Кэбота и Вирджинии Кэбот;
- Керриер Хаус (Currier House) — назван в честь выпускницы Рэдклиффа Одри Брюс Керриер;
- Форсхаймер Хаус (Pforzheimer House) или сокращённо PfoHo — назван в честь гарвардских вкладчиков Карла и Кэрол Форсхаймер.

Тринадцатый дом, носящий название Дадли Хаус (Dudley House), является нежилым, но выполняет административные и социальные функции, например, для собраний, а также для проживания некоторых аспирантов. Назван в честь Томаса Дадли, который подписал Устав Гарвардского университета, будучи губернатором колонии Массачусетского залива.

## Руководство
Руководством Гарварда занимаются две административные организации: президент университета и стипендиаты (так же известные как «Гарвардская корпорация») и Гарвардский совет наблюдателей (контроллеров). Президент университета — наиболее ответственное лицо, имеющее контроль над всем учебным процессом.
Клодин Гэй была избрана 30-м президентом Гарварда в 2023 году.
| Президенты университета |
| --- |
| - Натаниэль Итон (1637—1639) - Генри Данстер (1640—1654) - Чарльз Ченси (1654—1672) - Леонард Хор (1672—1675) - Уриан Оакес (1675—1681) - Джон Роджерс (1682—1684) - Инкрис Метер (1685—1701) - Сэмюэль Уилланд (1701—1707) - Джон Леверетт (1708—1724) - Бенджамин Уотрсворт (1725—1737) - Эдвар Холиок (1737—1769) - Сэмюэль Лок (1770—1773) - Сэмюэль Лэнгдон (1774—1780) - Джозеф Уиллард (1781—1804) - Элифлейт Пирсон (1804—1806) - Сэмюэль Веббер (1806—1810) - Джон Тронтон Кёрклэнд (1810—1828) - Джозайя Куинси (1829—1845) - Эдвар Эверетт (1846—1849) - Джаред Спаркс (1849—1853) - Джеймс Уолкер (1853—1860) - Корнелиус Конвэй Фелтон (1860—1862) - Томас Хилл (1862—1868) - Чарльз Уильямм Эллиот (1869—1909) - Эббот Лоуренс Лоуэлл (1909—1933) - Джеймс Брайант Конант (1933—1953) - Натан Марш Пёси (1953—1971) - Дерек Кёртис Бок (1971—1991) - Нейл Леон Руденстайн (1991—2001) - Саммерс, Лоуренс (2001—2006) - Дерек Кёртис Бок (2006—2007), исполнял обязанности - Дрю Джиллин Фауст (2007—2018) - Лоуренс Бэкоу (2018—2023) - Клодин Гэй (2023—2024) - Алан Гарбер (2024— настоящее время) |

## Различные факты
- Колокола звонницы Гарвардского университета ранее находились в Свято-Даниловом монастыре и были проданы советским правительством по цене бронзы в 1930-х годах. В 2007 году исторические колокола были возвращены в монастырь, взамен на точные копии, отлитые в Воронеже[33]. Они были расположены в Лоуэлл-Хаусе.
- В Гарвардском дворе находится статуя сидящего Джона Гарварда, выполненная скульптором Даниэлем Френчем. Табличка под статуей гласит: «Джон Гарвард, основатель, 1638». Студенты университета называют эту скульптуру «Статуей тройной лжи». В действительности, сидящий мужчина — не Джон Гарвард, а студент университета Шерман Хор, который был выбран Френчем, потому что он был прямым потомком первых пуритан Новой Англии и стал моделью для скульптора; Джон Гарвард не был основателем университета, а только вкладчиком, пожертвовав ему свою библиотеку и половину состояния; университет был основан на два года раньше указанной даты — в 1636 году[34].
- Отметки на Гарвардском мосту сделаны в малораспространённой единице длины — смутах. В 1958 году студенты MIT решили измерить длину Гарвардского моста, соединяющего Бостон и Кембридж с помощью студента по имени Оливер Смут, которого в лежачем положении перемещали по мосту, делая краской отметки. Общая длина моста составила (англ. 364.4 smoots plus one ear — 364,4 смута и ещё одно ухо), при этом 1 смут примерно равен 170 сантиметрам. После реконструкции моста в 1988 году городские власти стёрли все отметки, которые студенты постоянно обновляли. Однако вмешались полицейские, которым было удобно сообщать о происшествиях на мосту, ориентируясь по смутам, и линии восстановили. Оливер Смут впоследствии стал президентом Американского национального института стандартов, а затем возглавил Международную организацию по стандартизации[35].
- В честь Гарвардского университета назван астероид (736) Гарвард, открытый в 1912 году.

## Прочее

### Символика
Символом Гарварда является багровый цвет, такого же цвета гарвардская спортивная команда и университетская газета. Цвет был выбран голосованием и получил 1800 голосов студентов, хотя ассоциирование университета с различными оттенками красного можно проследить ещё до 1858 года, когда молодой аспирант Чарльз Уильям Эллиот, а позже президент университета, купил красные банданы для своей команды, чтобы участники могли их отличить во время ежегодной регаты.

### Спорт
Спортивная команда «Гарвард Кримсон» (букв. «Гарвардский багрянец») принимает участие в соревнованиях по 41 виду спорта в Национальной ассоциации студенческого спорта среди университетов Лиги Плюща.

### Выпускники
По состоянию на 2025 год среди выпускников Гарварда числится 8 президентов США: Джон Адамс, Джон Куинси Адамс, Резерфорд Хейс, Теодор Рузвельт, Франклин Рузвельт, Джон Кеннеди, Джордж Буш — младший и Барак Обама.